# Жизнь с идиотом (фильм)
«Жизнь с идиотом» — художественный фильм режиссёра Александра Рогожкина, вышедший на экраны в 1993 году. Экранизация одноимённого рассказа Виктора Ерофеева.

## Сюжет
В наказание за некий проступок на главного героя возлагается миссия: ему необходимо взять в свой дом идиота. После долгих колебаний мужчина останавливает свой выбор на молчаливом Вове (единственное, что он может сказать, — междометие «Эх!»), которому приданы некоторые черты сходства с В. И. Лениным. Поначалу новый жилец вёл себя спокойно: «только шаркал тапочками и отъедался», — но вскоре его поведение настолько изменилось, что главному герою пришлось объявить у себя дома военное положение.

## Анализ
В своей «Жизни с идиотом» Александр Рогожкин продолжает развивать темы одержимости насилием и взаимоотношений палача и жертвы, ранее затронутые им в фильмах «Караул» и «Чекист».

## В ролях
| Актёр              | Роль                               |
| ------------------ | ---------------------------------- |
| Александр Романцов | «я»                                |
| Анжелика Неволина  | жена                               |
| Сергей Мигицко     | Вова                               |
| Виктор Михайлов    | сторож в психиатрической лечебнице |
| Виктор Бычков      | друг-собутыльник                   |
| Юрий Серов         | друг-собутыльник                   |
| Алексей Полуян     | пациент лечебницы                  |

## Критика
- Иванова В. Жить с идиотом? // Культура. — 1994. — 22 января.
- Елена Плахова. Русский триллер. «Жизнь с идиотом». // seance.ru. Сеанс (17 апреля 2006). — № 9. Дата обращения: 29 июня 2021. Архивировано 24 августа 2015 года.
- Татьяна Москвина. Караул. «Жизнь с идиотом». // seance.ru. Сеанс (17 апреля 2006). — № 9. Дата обращения: 29 июня 2021. Архивировано 24 августа 2015 года.

## Награды
- KNF Award Роттердамского кинофестиваля, 1994 год[3].